# Don't Mind If I Do
Don't Mind If I Do är Culture Clubs femte studioalbum, utgivet den 22 november 1999. Albumet var Culture Clubs första på 13 år.

## Låtförteckning
1. I Just Wanna Be Loved – 4:33
2. Cold Shoulder – 4:35
3. Maybe I'm A Fool – 4:32
4. Sign Language (Gimme A Sign) – 4:48
5. Mirror – 4:06
6. Black Comedy – 3:51
7. Your Kisses Are Charity (Blouse And Skirt Mix) – 4:19
8. Weep For The Child – 4:59
9. See Thru – 4:06
10. Strange Voodoo – 5:15
11. Truth Behind Her Smile – 3:04
12. Fat Cat – 3:25
13. Confidence Trick – 4:57
14. Starman – 5:16
15. Less Than Perfect – 6:33

## Medverkande
- Boy George – sång
- Mikey Craig – elbas
- Roy Hay – gitarr, piano, keyboard, sitar, elsitar
- Jon Moss – percussion, trummor

### Övriga musiker
- John Themis – gitarr, sångarrangemang
- Tim Cansfield – gitarr
- Tony Remy – gitarr
- Steve Honest – pedal steel guitar
- Darius Zickus – keyboard, programmering
- Kevan Frost – keyboard
- Jonathan Shorten – keyboard
- Sacha Skarbek – keyboard
- Chaz Kkoshi – hammondorgel
- Richie Stevens – percussion, programmering
- Gillian Findlay – violin
- Sophie Langdon – violin
- Julian Leaper – violin
- Roland Roberts – violin
- Paul Wiley – violin
- Rolf Wilson – violin
- Kate Evans – fiddle
- Chris Davis – flöjt, saxophone
- J. Neil Sidwell – trombon
- Steve Sidwell – trumpet, flygelhorn
- Paul Spong – trumpet, flygelhorn
- John Thirkell – trumpet
- London Chamber Orchestra
- Robin Smith – programmering
- Paul Staveley O'Duffy – programmering
- Steve Levine – programmering
- Disco Dave – programmering
- Adian Love – programmering
- David Maurice – programmering
- Mr. Spee – programmering
- Emily Themis – bakgrundssång
- Zee Asher – bakgrundssång
- Angie Brown – bakgrundssång
- Linda Duggan – bakgrundssång
- Gina Foster – bakgrundssång
- Chyna Gordon – bakgrundssång
- Spencer Graham – bakgrundssång
- Derek Green – bakgrundssång
- Mary Pearce – bakgrundssång
- Tubbs Williams – bakgrundssång
- Derick Johnson – rap